# Старобільська дитячо-юнацька бібліотека
Старобільська дитячо-юнацька бібліотека — головна дитяча книгозбірня м. Старобільська.

## Історія
Старобільська дитячо-юнацька бібліотека створена в 1996 році.

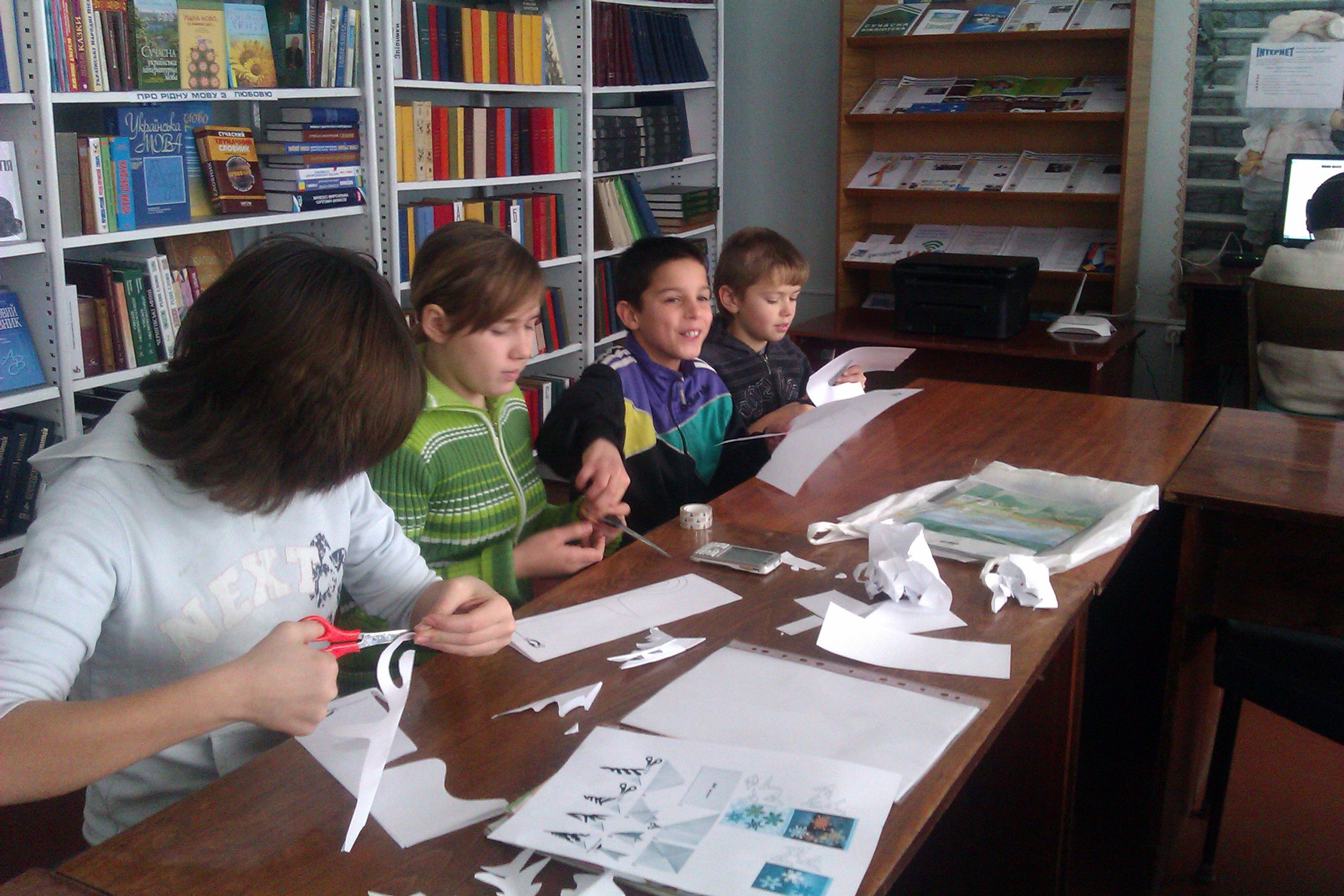

У 1961 році адміністрація міста приймає рішення про відкриття Старобільської міської бібліотеки за адресою вулиця Комунарів,38, загальна площа якої була 94 м², з книжковим фондом 3110 екземплярів. Своїх перших читачів бібліотека зустріла 11 квітня 1962 року. Для них був відкритий вільний доступ до всього книжкового фонду. Читального залу ще не було, але було відведене місце для читання газет, журналів та книг.
Бібліотека фінансувалася коштами міського бюджету. Сама комплектувала свої фонди через облбібколектор, а частково через книжковий магазин і обробляла отриману літературу. За рік до її фондів надійшло 10 655 екземплярів книг, бібліотеку відвідало 1274 читачі.
У 1963 році було відкрито читальний зал з 14 місцями, 1 пересувку. Книжковий фонд нараховував 17 202 книги, було записано 2479 читачів. У бібліотеці працює 3 працівники.
На кінець 1969 року бібліотека вже мала 16 місць в читальному залі, а пересувок — 5.Книжковий фонд нараховував 32 124 екземпляри. Бібліотеку відвідало за рік 3920 читачів: з них на абонементі 3000, в читальному залі — 773, на пересувках —147.
У 1971 році бібліотеку було розширено, загальна площа становила 205 м². Фонд нараховував-34673 книги.
1974 рік. Бібліотека відіграє важливу роль в культурному житті міста. За рік читачами бібліотеки стали 3843 відвідувачі. Книжковий фонд — 35 372 екземпляри книг. Бібліотека отримувала 40 назв журналів та 13 видів газет. Великим попит мали книжки в пересувках, де працювали досвідчені люди, які старалися донести її до кожного робітника.
Крім пересувок при міській бібліотеці діяли ще два пункти видачі. Один край міста по вулиці Горького в приміщенні «Племживообъдинения». Працював в цьому пункті працівник по суботах з 14 до 19 години. За рік його відвідали 74 читачі, які прочитали 800 книжок.
Інший пункт видачі був на кварталі Ватутіна в червоному куточку гуртожитку будівників. Тут працював бібліотекар у вихідний день з 14 до 19 годин. По годинах роботи це пункт видачі, а за кількістю літератури більше нагадував філію. Літератури тут було 750 екземплярів. Міняли її два рази на рік. Читачів було до 120 осіб і в основному — молодь.
Саме завдяки таким формам обслуговування міська бібліотека привертала до себе увагу та використовувала свої фонди.
На кінець 1979 року в читальному залі міської бібліотеки вже 40 місць. Книжковий фонд нараховує 38 114 книг. За рік бібліотека обслуговує 4611 осіб.
Бібліотека постійно інформує колективи ПМК, ЗЗВ, Автопарку, меблевої фабрики про нову літературу.
Ведуться систематичний та алфавітний каталоги. Виконується повна бібліотечна обробка та каталогізація нових надходжень. Бібліотека була повністю підготована до централізації: перевірені фонди та списана застаріла література.

### Створення Старобільської централізованої системи
Згідно з наказом № 159 по Старобільському районному відділу культури від 17 грудня 1979 року про організацію з 1 грудня 1979 року централізованої бібліотечної системи на базі міських бібліотек районну бібліотеку реорганізували в ЦБС, інших — в її філії.
Методичним центром стає районна бібліотека, яка займається комплектуванням і обробкою літератури. Інвентарні книжки, в які записували раніше нові надходження — були закриті, заведений замість цього обліковий каталог. В ці роки бібліотека — центр культурного розвитку міста, місце спілкування людей різного віку.

### Старобільська бібліотека-філія №2
Приймається рішення про відкриття на кварталі Ватутіна нової бібліотеки для задоволення попиту населення в читанні. На 1.01.1980 року збирається книжковий фонд з 1000 екземплярів книг та в гуртожитку для будівників № 32 виділяється кімната під бібліотеку. Першою завідувачкою стає — Бережна Надія Василівна. За 1980 рік до закладу надходить 1346 екземплярів книг.
З 1985 року завідувачка закладу Гармата Наталія Іванівна, яка приймає бібліотеку в новому приміщенні за адресою вулиця Рубіжна, 82.
Але згодом, в 1986 році, завідувачкою бібліотеки стає Дубровська Наталія Іванівна. Установа знаходилася в дуже маленькому приміщенні біля середньої школи № 4. В ній нараховувалось — 1600 читачів, і це була не межа. Бажаючих почитати, записатися сюди було багато. У самій лише школі 1000 учнів. Але, на жаль, прийняти усіх цей маленький осередок культури не міг. Площа мала, а значить і фонди малі (на кінець 1996 року фонд бібліотеки — 16529 екз.), і просто місця, щоб позайматися також було мало.

 
А сам квартал концентрував силу людей, а центральні бібліотеки міста далеко. Тож виникла проблема про створення на цьому мікрорайоні нової просторої бібліотеки.

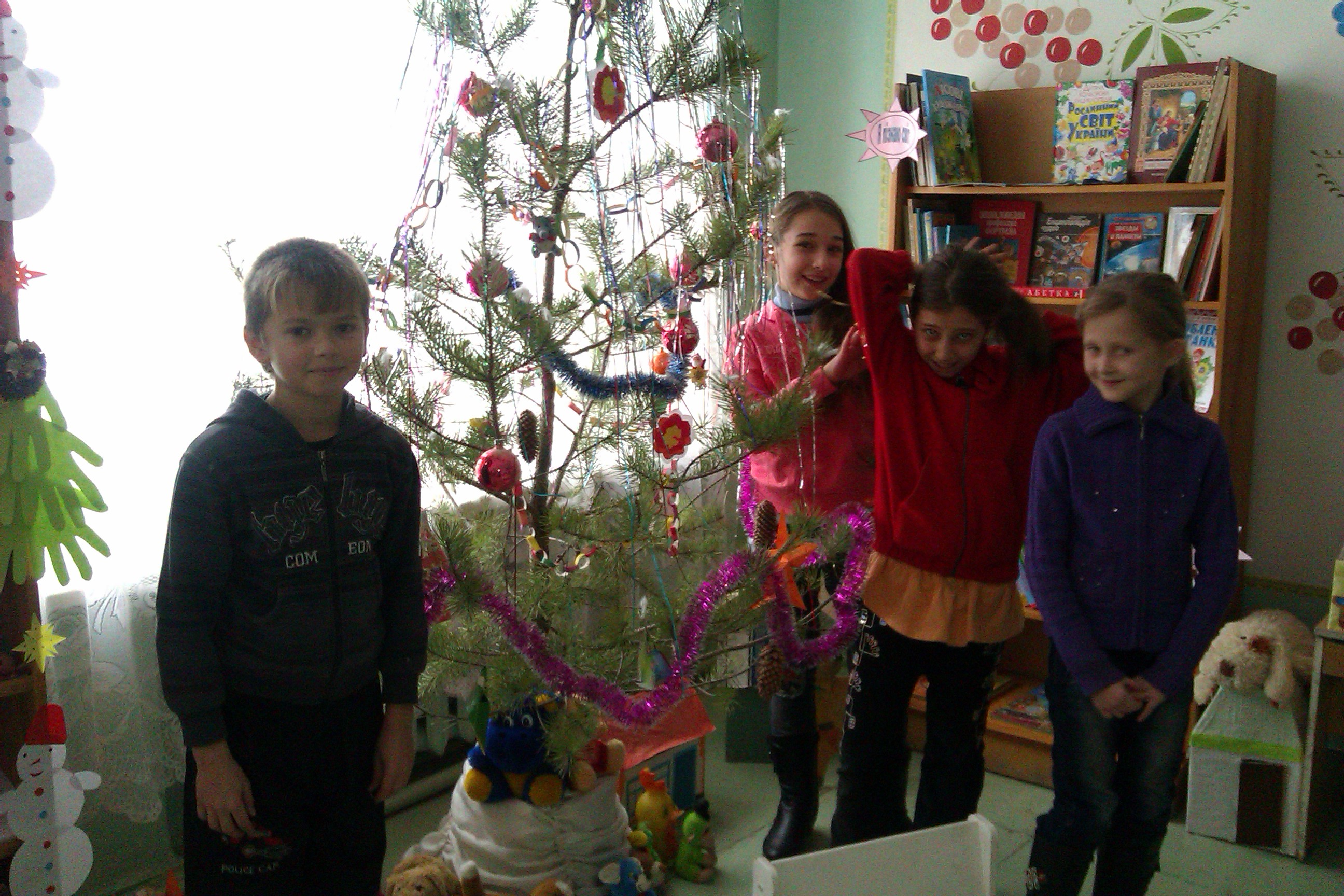

### Старобільська бібліотека-філія №1
Міська бібліотека змінює свою назву і стає Старобільською філією № 1, яка розташовується за адресою вулиця Комунарів,46.
Вона мала абонемент і читальний зал на 40 місць. Книжковий фонд нараховував 38 116 книг, тільки за 1980 рік до бібліотеки надійшло 3054 екземпляри. Було записано 4615 читачів, а відвідувань — 30 000.
На кінець 1981 року фонд бібліотеки нараховує 37 947 екземплярів, надійшло за рік 2447 книг. Записано всього 4616 читачів. Штат закладу — 6 осіб.
В 1986 році на базі Старобільської ЦБС було проведено конкурс «Найкращий бібліотекар року» для північного крила бібліотек області, де членами журі були представники обласної бібліотеки імені Горького. Бібліотекар абонементу Юрченко Марія Іванівна виборола це звання і стала найкращим бібліотекарем року.
1990-ті роки — переломні роки не тільки в державі, але й в бібліотеці. Книжковий фонд бібліотеки зменшився і на 1.01.95 становив 30 843 книги, а на початку 80 року — 37 947. Якщо проаналізувати показники руху книжкового фонду, то за 1995 рік кількість фонду виросла тільки на 187 екземплярів книг. Намітилася тенденція зниження кількості книжкового фонду. Література високого попиту вилучалася, як зношена та загублена читачами, а отримувала бібліотека таких видань мізерне число. Зростала і кількість відмов читачам. Щодо періодичних видань, то тут стан був кращим, але кількість примірників видань бажала бути більшою і різноманітнішою. Щоб задовольнити попит читачів в максимальній мірі, працівники читального залу оформлювали тематичні папки вирізок із газет та журналів. Літературно-художні журнали минулих років передавалися на абонемент для видачі читачам додому. Попит на ці журнали був високий.

### Заснування Старобільської дитячо-юнацької бібліотеки
1996 — рік трансформації бібліотек міста.
З філій № 1 та № 2, яка була розташована на кварталі Ватутіна, організували нову для нашого міста бібліотеку сімейного типу — Старобільську дитячо-юнацьку бібліотеку. Вона розташувалась на кварталі Орджонікідзе, 1. Площа приміщення становила 450 м², бібліотека займала праве крило колишнього дитячого садочка. На першому поверсі розмістився дитячий відділ, а на другому — абонемент із читальним залом. Книжковий фонд при об'єднанні двох бібліотек на 1996 рік нараховував 47 756 екземплярів, дитячий фонд — 8647. Усього за рік до бібліотеки записався 3601 читач (юнаків — 1223, дітей — 1046).

 
2000 рік — економічна криза в країні відчула на собі і бібліотека. Протягом багатьох років не має надходжень нової літератури, кількість періодичних видань з кожним роком все зменшується. Нова література надходить до бібліотеки за рахунок платних послуг та дарунків читачів.

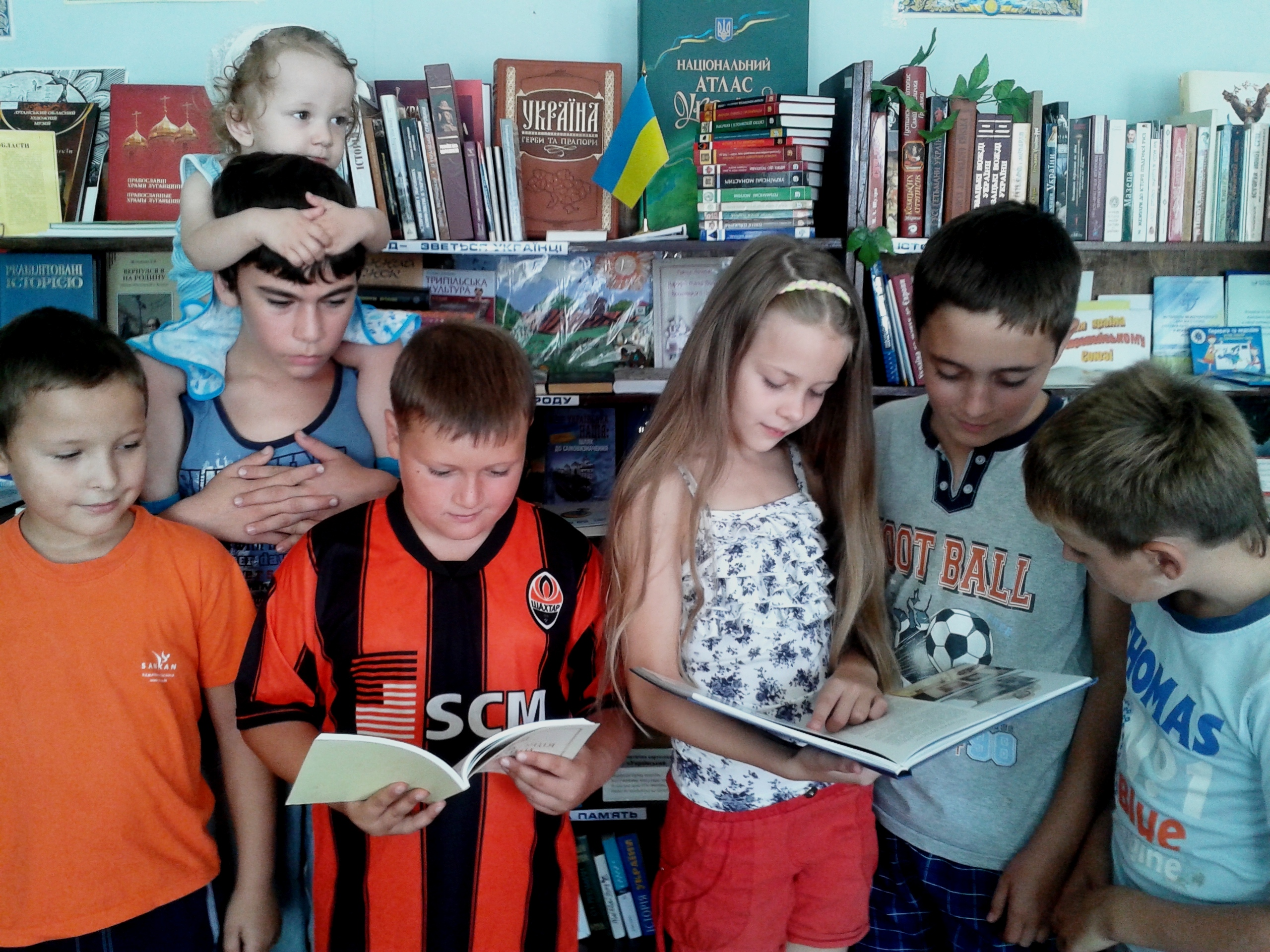

Книжковий фонд на 1.01.2000 року — 46 969 екземплярів, в тому числі дитячий — 8629.
За рік в бібліотеку записалось 3609 читачів, які прочитали близько 80 000 книг.
При бібліотеці починає діяти клуб за інтересами «Ровесник», членами якого стають учні професійного ліцею № 93. Вони збиралися за спільним інтересом, розширити свій кругозір, підвищити рівень своєї поведінки, для самоосвіти, самовихованності, самовираження. За рік проводиться до 6 засідань, більшість із яких були висвітлені на сторінках газети «Вісник Старобільщини».
У лютому 2012 року бібліотека ввійшла до 620 бібліотек України, які в грудні минулого року отримали комп'ютерне обладнання від програми «Бібліоміст» у рамках конкурсу «Організація нових бібліотечних послуг з використанням вільного доступу до Інтернету».
У читальному залі розпочав роботу інтернет-центр, який надає безкоштовний доступ до ресурсів інтернету, задовольняє потреби користувачів на новому рівні.
Свою роботу бібліотекарі орієнтують на читача, намагаються оперативно реагувати на запит. Саме бібліотека є запорукою того, що всі люди мають право на рівний доступ до культурних та інформаційних надбань. Громадяни можуть отримати необхідну інформацію у потрібному місці в потрібний час.